# Pokrštavanje Kijevske Rusi
Pokrštavanje Rusije (ruski: Крещение Руси) je izraz kojim se opisuje proglašenje kršćanstva državnom religijom u Kijevskoj Rusi krajem 10. stoljeća. 
Kao datum se tradicionalno navodi 988. godina. Iako su Kijevski Rusi više od jednog stoljeća bili u bliskom kontaktu s kršćanskim Bizantskim Carstvom, kao i kršćanskim misionarima, pokušaji pokrštavanja nisu urodili trajnim plodom, jer je i plemstvo i običan narod ostao vjeran poganskoj tradiciji. Tek je knez Vladimir I. iz političkih pobuda odlučio poganstvo zamijeniti monoteističkom religijom koja bi njegovoj vlasti dala jači legitimitet. 
Prema Povijesti minulih godina, Vladimir je poslao izaslanike 986., da prouče običaje i propise četiri religije – judaizma (koga su bili ispovijedali Hazari); islama (koga su ispovijedali Povolški Bugari); katoličanstva (koje su ispovijedali njegovi zapadnoslavenski susjedi te pravoslavlja koje se ispovijedalo u Bizantu. Nastojanje da se ostvari savez s Bizantom i ženidba za kćer cara Bazilija II., Vladimira je okrenula pravoslavlju.
Vladimir se prvo krstio u Hersonu, a potom došao u Kijev gdje je krstio svoje sinove i najvažnije boljare. Potom je naredio da se krste svi građani, te razbio sve poganske idole i na ruševinama poganskih hramova sagradio Desetinsku crkvu. Iako se poganstvo dugo zadržalo, pogotovo u sjevernim dijelovima države, gdje se posljednji poganski ustanak bilježi 1071. godine, Vladimirov čin je imao značajne posljedice po Kijevsku Rus'. Njime se država, kao i istočnoslavenski narodi koji žive na njegovom području, trajno vezali uz Bizant, pravoslavlje te postali odvojeni od zapadne kulture, stvorivši vlastiti identitet.
Godine 1988., tadašnji SSSR svečano je obilježio 1000. godišnjicu toga događaja nastojeći u duhu glasnosti odbaciti rigorozni državni ateizam i pružiti ruku pomirenja Ruskoj pravoslavnoj crkvi i dotada progananjim kršćanskim zajednicama.